# Projeção cônica conforme de Lambert

Mapa da América do Norte nesta projeção

Projeção cônica conforme de Lambert ou projeção cônica de Lambert é uma projeção cônica e conforme desenvolvida pelo matemático Johann Heinrich Lambert em 1772, e que permaneceu desconhecida (como uma projeção associada a Lambert) por mais de um século, sendo desenvolvida independentemente por Harding, Herschell e Boole no século XIX.
Esta é a projeção oficial na Bélgica e na Estônia, assim como nas cartas que cobrem toda a Europa em escalas iguais ou inferiores a 1.500.000 m. A Agência Europeia do Ambiente  não recomenda seu uso para mapas com escalas maiores que 1.500.000 m.